# Политехнический университет имени Ким Чхэка
Политехнический университет имени Ким Чхэка (кор. 김책공업종합대학?, 金策工業綜合大學?) — университет в КНДР, здание которого расположено на берегу реки Тэдонган в Пхеньяне. Является лучшим университетом в области техники и технологий в КНДР.

## История
Первоначально был частью Университета имени Ким Ир Сена, но в 1948 был отделен от него как «Пхеньянский политехнический техникум» (кор. 평양공업대학?, 平壤工業大學?).
В 1951, во время Корейской войны его название было изменено на «Политехнический институт им. Ким Чхэка» (кор. 김책공업대학?, 金策工業大學?). В 1988 году, в честь сорокалетия института статус заведения был поднят до университета. С 1981 по 1993 год площадь университетских кварталов увеличилась до 400 000 м². Университет специализируется над подготовкой исследователей в области ядерной энергии и обслуживающего персонала. Выпускники направляются прямо в Центр исследования ядерной энергии в Ёнбёне или на ядерные объекты в Пакчоне.

## Современное состояние
Университет имеет 18 отделов и около 80 программ, около 10.000 студентов и 2.000 сотрудников. Есть 10 научно-исследовательских институтов и одна школа выпускников. Университетские кварталы имеют общую площадь 400000 квадратных метров.
- Институт информационных технологий
- Факультет производственного менеджмента
- Факультет горного дела
- Факультет металлургической инженерии
- Факультет автоматизации
- Факультет электроники
- Факультет электротехники
- Факультет морской инженерии
- Факультет связи
- Факультет ядерной физики

Департамент науки и образования Трудовой партии Кореи осуществляет общее руководство, а Департамент высшего образования Министерства образования управляет административными делами.
В библиотеке при университете содержится около 600 000 книг.